# Gaudenzio Ferrari
Pour les articles homonymes, voir Ferrari.
Gaudenzio Ferrari (Valduggia, v. 1471 - Milan, 1546), dit le Milanais est un  peintre, un sculpteur et un architecte italien actif dans son Piémont natal et en Lombardie, très influencé en peinture par Léonard de Vinci et ses suivistes milanais comme Bramantino.

## Biographie

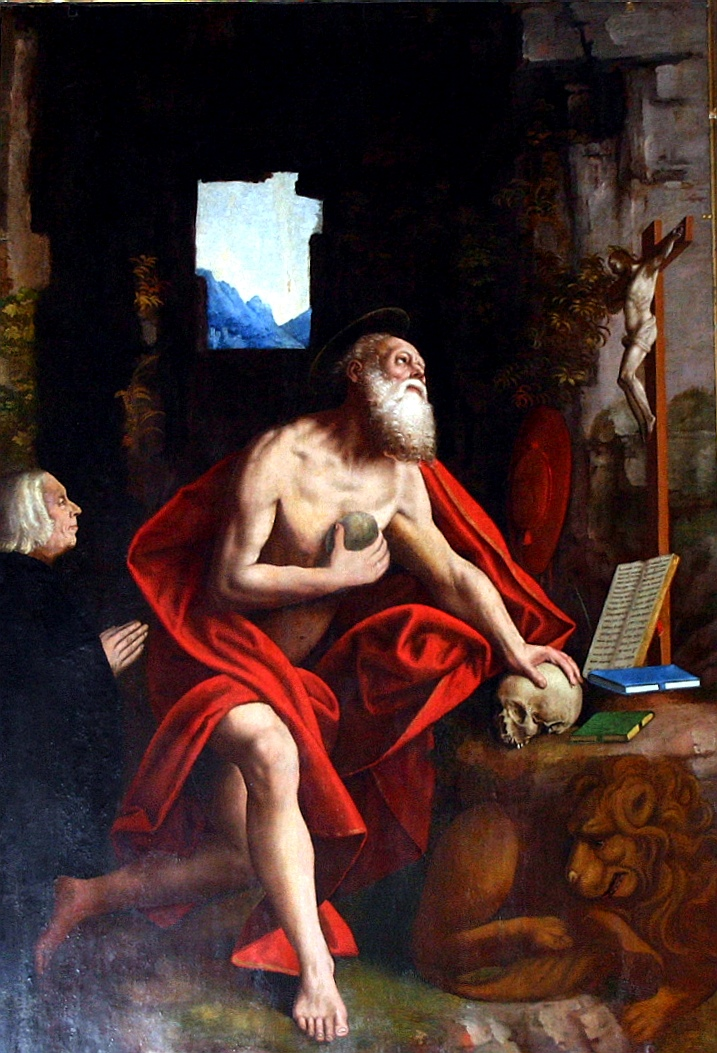
Saint Jérôme

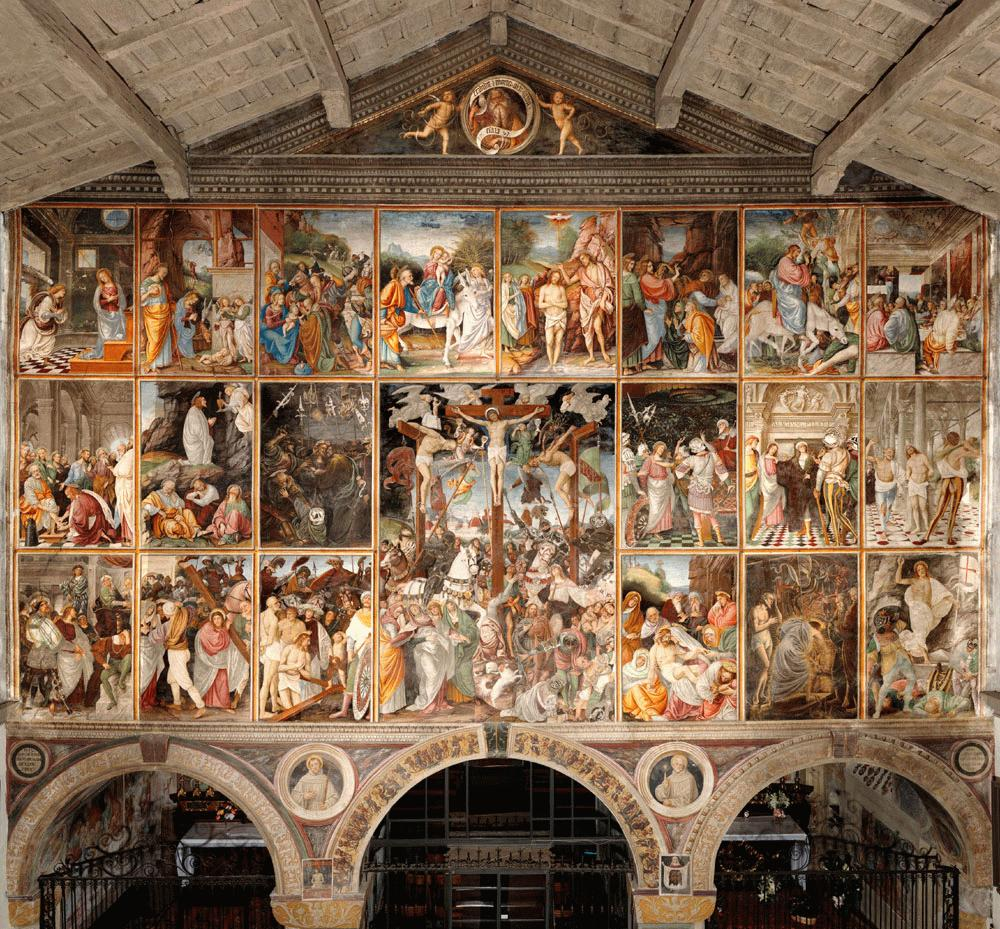
Cycle de la Vie du Christ

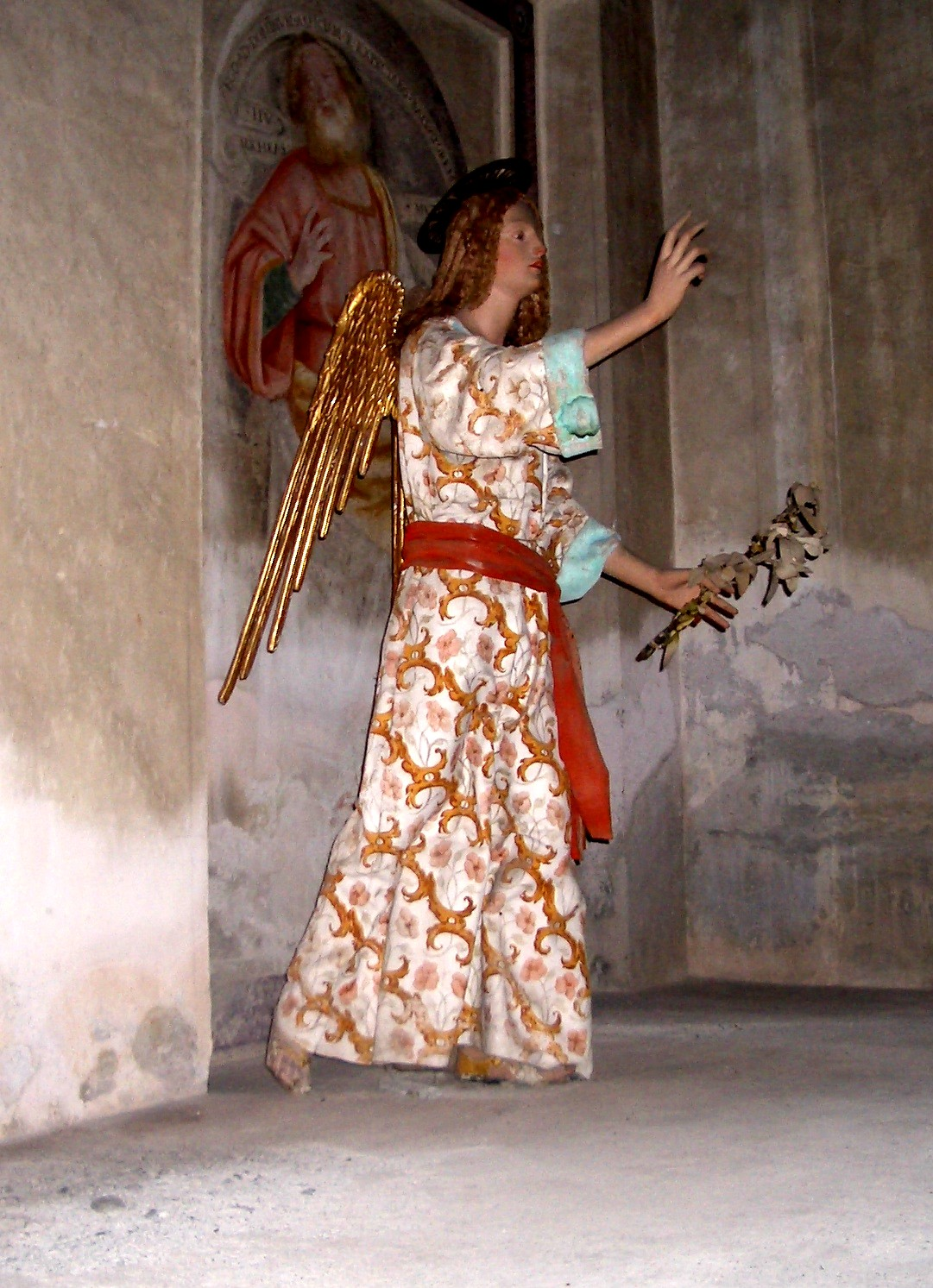
Ange de l'Annonciation (terracotta) à Varallo

Gaudenzio Ferrari commence à peindre à Varallo Sesia dès 1507, puis part étudier à Milan, dans l'école de la cathédrale avec Stefano Scotto, et peut-être avec Bernardino Luini.
Ensuite, il voyage à Florence, puis à Rome et en Ombrie, et enfin à Arona avant de retourner à Varallo Sesia.  
En 1513, Gaudenzio peint la Passion du Christ dans une fresque monumentale à l'église Santa Maria delle Grazie de Varallo, la parete gaudenziana (la paroi de Gaudenzio) comprenant une Crucifixion centrale entouré de 21 tableaux d'une taille du quart.
Il y revient de 1524 à 1529 et organise les travaux dans les chapelles du Mont Sacré de Varallo qui sont dispersées sous le sanctuaire du sommet, reliées toutes entre elles par un chemin, comprenant une combinaison de dioramas et de statues de terracotta grandeur nature dont il conçoit une partie. 
Il peint le chœur de la cathédrale de Santa Maria dei Miracoli à Saronno et les fresques de  sainte Anne, mélange de réalisme milanais et de colorisme vénitien.
C'est un peintre très prolifique, dont le travail suggère plus le XVe  que le  XVIe siècle avec des sujets religieux qui sont toujours pathétiques.
Ses élèves ont été, entre autres, Andrea Solario, Giovanni Battista della Cerva, Giovanni Paolo Lomazzo et Fermo Stella.
Il meurt à Milan en 1546 à l'âge de 75 ans.

## Œuvres
- La Vie du Christ, cycle de fresques de l'église Santa Maria delle Grazie de Varallo.
  - La Flagellation (1507), Chapelle de Santa Margherita[1]
  - Crucifixion encadrée de vingt et un sujets de plus petit format (1513)
- Lamentation du Christ (1527-1529), huile sur panneau, 118 × 92 cm, Museum of Fine Arts, Budapest
- Polyptyque (1514-1521), bois, Collegiata di San Gaudenzio, Varallo
- Autres œuvres à la pinacothèque du Palazzo dei Musei, Varallo
- Sainte Anne consolée par une femme (1544-1545), fresque transférée sur toile, 190 × 65 cm, Pinacothèque de Brera, Milan
- L'Annonciation à Joachim et Anne (1544-1545), fresque transférée sur toile, 190 × 135 cm, Pinacothèque de Brera, Milan
- L'Adoration des mages (1526-1528), Pinacothèque de Brera, Milan
- Sainte Cécile avec le donateur et  sainte Marguerite, 2 panneaux huile sur bois, 121 × 52 cm et 120 × 49 cm, Musée Pouchkine, Moscou
- Ancona (v. 1515), huile sur bois, Basilique San Gaudenzio, Novare.
- La Madonna degli aranci (vers 1529-1530), église Saint-Christophe (it) à Verceil, où on trouve la plus ancienne représentation d'un violon.
- Chœur des Anges (à partir de 1534), église Santa Maria dei Miracoli, Saronno.
- Tableau à l'église Saint-Nicolas-des-Champs de Paris, France
- Martyre de Sainte Catherine (1540), Pinacothèque de Brera, Milan
- Soixante cartons de sa main et de son école à la Pinacoteca dell’Accademia delle Belle Arti de Turin
- Saint Paul,  musée des beaux-arts de Lyon, inv. no 1957-21
- L'Adoration des bergers, église Notre-Dame de Bergerac,

Les galeries du Capitole et du Vatican possèdent plusieurs de ses œuvres :  
- Une Vision ;
- la Femme adultère ;
- la Crèche ;
- Saint Paul mendiant

Autres musées dans le monde
- Vierge à l'Enfant (1525-1535), Rijksmuseum Amsterdam, inv. no SK-A-3032